# 1773 na literatura

## Nascimentos
| Data       | Nome                            | Profissão                     | Nacionalidade  | Observações | Ref |
| ---------- | ------------------------------- | ----------------------------- | -------------- | ----------- | --- |
| 18 de maio | Mariano José Pereira da Fonseca | escritor, filósofo e político | Brasil Colônia | m. 1848     |     |

## Mortes
| Data       | Nome                  | Profissão        | Nacionalidade | Observações | Ref   |
| ---------- | --------------------- | ---------------- | ------------- | ----------- | ----- |
| 5 de julho | Francisco José Freire | frade e escritor | Portugal      | n. 1719     | [ 1 ] |